# Marcher Lord

Wales 1234, ockerfarben die Territorien der Marcher Lords

Ein Marcher Lord war ein normannischer oder anglonormannischer Feudalherr im Grenzland zwischen England und Wales, den Welsh Marches.
Die Marcher Lords eroberten im königlichen Auftrag ab 1067 Gebiete der walisischen Fürstentümer. Als Herren der eroberten Gebiete waren sie zwar Vasallen des englischen Königs, unterlagen aber nicht dem englischen Recht und hatten gegenüber den englischen Baronen erhebliche Privilegien. Sie durften Burgen bauen, Gesetze erlassen, Krieg gegen die Waliser führen und Städte gründen. Königliche Erlasse galten in der Mark nicht, die Marcher Lords regierten mit eigenem Recht. Sie durften eigene Kanzleien mit eigenen Archiven unterhalten, die allerdings vollständig verloren gegangen sind. Sie hatten ihre eigenen Stellvertreter oder Sheriffs und waren Richter in allen Rechtssachen mit Ausnahme des Hochverrats. Allerdings hatten sie kein Münzrecht und prägten deshalb keine eigenen Münzen. Ihr einziges Risiko war – neben einem Aufstand gegen den König – ihr Ableben ohne legitime Erben mit dem Rückfall des Titels an die Krone. Im Gegenzug trugen die Marcher Lords die Hauptlast der Eroberung von Wales. Nach der endgültigen Eroberung von Wales durch König Eduard I. gegen Ende des 13. Jahrhunderts versuchten die englischen Könige, die Macht der Marcher Lords einzuschränken. Große Teile der eroberten walisischen Fürstentümer blieben oder gelangten in den unmittelbaren Besitz der Krone und wurden nicht wieder als Lehen vergeben. Endgültig abgeschafft wurden die Privilegien der Marcher Lords durch die Gesetze zur Eingliederung von Wales ab 1535.